# Damaris (postać biblijna)
Damaris (gr. Δάμαρις być może od δάμαρ „żona”) – postać biblijna z Nowego Testamentu, według Dziejów Apostolskich (Dz 17,34) kobieta mieszkająca w Atenach, która przyjęła wiarę chrześcijańską po kazaniu apostoła Pawła na Areopagu. W Kościele katolickim i prawosławnym czczona jako święta.
Jej obecność na Areopagu wskazuje, że musiała być kobietą o wysokim statusie społecznym i materialnym. Ponieważ zwykłe Atenki nie uczestniczyły w życiu publicznym, mogła być cudzoziemką lub heterą. Dzieje Apostolskie wymieniają ją wspólnie z Dionizym Areopagitą, stąd część komentatorów wysunęła przypuszczenie, iż była jego żoną.